# 歴史物語
歴史物語（れきしのもがたり）とは、日本文学において、実際の歴史に基づいて物語風に書かれた作品のこと。
仮名文で書かれている事が原則であり、漢文によって書かれた史論書とは区別されている。
歴史の流れに従っているため、物語を全て史実のように錯覚してしまうケースもあるが、作者による演出の挿入や作者が当時知っている範囲で書かれていることも多いために、作中のエピソードと史実が合致しない事例も有り得る（軍記物語にも同様のことが言える）。

## 主な歴史物語
- 栄花物語
- 大鏡
- 今鏡
- 水鏡
- 増鏡